# A. Harmsworth Gletscher
A. Harmsworth Gletscher är en glaciär i Grönland (Kungariket Danmark). Den ligger i den norra delen av Grönland, 2 200 km norr om huvudstaden Nuuk. A. Harmsworth Gletscher ligger 1 meter över havet.
Terrängen runt A. Harmsworth Gletscher är kuperad norrut, men söderut är den bergig. A. Harmsworth Gletscher ligger nere i en dal.  Trakten runt A. Harmsworth Gletscher är nära nog obefolkad, med mindre än två invånare per kvadratkilometer. Det finns inga samhällen i närheten. Trakten runt A. Harmsworth Gletscher är permanent täckt av is och snö.